# 10812 Grötlingbo
10812 Grötlingbo è un asteroide della fascia principale. Scoperto nel 1993, presenta un'orbita caratterizzata da un semiasse maggiore pari a 3,0330365 UA e da un'eccentricità di 0,1124871, inclinata di 1,85475° rispetto all'eclittica.